# Campeonato Amazonense 2015
In 2015 werd het 99ste Campeonato Amazonense gespeeld voor clubs uit Braziliaanse staat Amazonas. De competitie werd georganiseerd door de FAF en werd gespeeld van 21 februari tot 20 juni. Nacional werd kampioen.

## Eerste fase
| Plaats | Club                 | Wed. | W  | G | V  | Saldo | Ptn. |
| ------ | -------------------- | ---- | -- | - | -- | ----- | ---- |
| 1.     | Nacional             | 18   | 16 | 0 | 2  | 48:11 | 48   |
| 2.     | Fast Clube           | 18   | 13 | 1 | 4  | 53:14 | 40   |
| 3.     | Princesa do Solimões | 18   | 11 | 4 | 3  | 37:20 | 37   |
| 4.     | Penarol              | 18   | 10 | 3 | 5  | 30:24 | 33   |
| 5.     | São Raimundo         | 18   | 8  | 2 | 8  | 28:33 | 26   |
| 6.     | Manaus               | 18   | 8  | 0 | 10 | 26:27 | 24   |
| 7.     | Nacional Borbense    | 18   | 7  | 1 | 10 | 26:31 | 22   |
| 8.     | Iranduba             | 18   | 5  | 5 | 8  | 30:40 | 20   |
| 9.     | Rio Negro            | 18   | 3  | 1 | 14 | 17:52 | 10   |
| 10.    | Operário             | 18   | 0  | 1 | 17 | 21:64 | 1    |

|  | Geplaatst voor tweede fase |
|  | Degradatie                 |

## Tweede fase
|  | Halve finale | Halve finale | Halve finale |   |          | Finale | Finale | Finale |
|  |              |              |              |   |          |        |        |        |
|  | Penarol      | 0            | 3            |   |          |        |        |        |
|  | Nacional     | 2            | 2            |   |          |        |        |        |
|  | Nacional     | 2            | 2            |   | Nacional | 1      | 2      |        |
|  |              |              |              |   | Nacional | 1      | 2      |        |
|  |              | Princesa     | 0            | 1 |          |        |        |        |
|  | Princesa     | Princesa     | 0            | 1 | 0        | 2      |        |        |
|  | Princesa     |              |              |   | 0        | 2      |        |        |
|  | Fast Clube   | 1            | 0            |   |          |        |        |        |

Details finale
|              |                   |       |                      |                                            |
| 13 juni Heen | Nacional          | 1 – 0 | Princesa do Solimões | Arena Amazônia, Manaus Toeschouwers: 3.026 |
| 13 juni Heen | Maurício Leal 55' |       |                      | Arena Amazônia, Manaus Toeschouwers: 3.026 |

|               |                      |       |                                  |                                            |
| 20 juni Terug | Princesa do Solimões | 1 – 2 | Nacional                         | Arena Amazônia, Manaus Toeschouwers: 6.787 |
| 20 juni Terug | Nando 88'            |       | 65' Júnior Paraíba 90+1' Charles | Arena Amazônia, Manaus Toeschouwers: 6.787 |

### Kampioen
| Campeonato Amazonense de 2015 |
| Amazonas                      |
| ----------------------------- |
| NACIONAL Kampioen (43° titel) |